# Moly

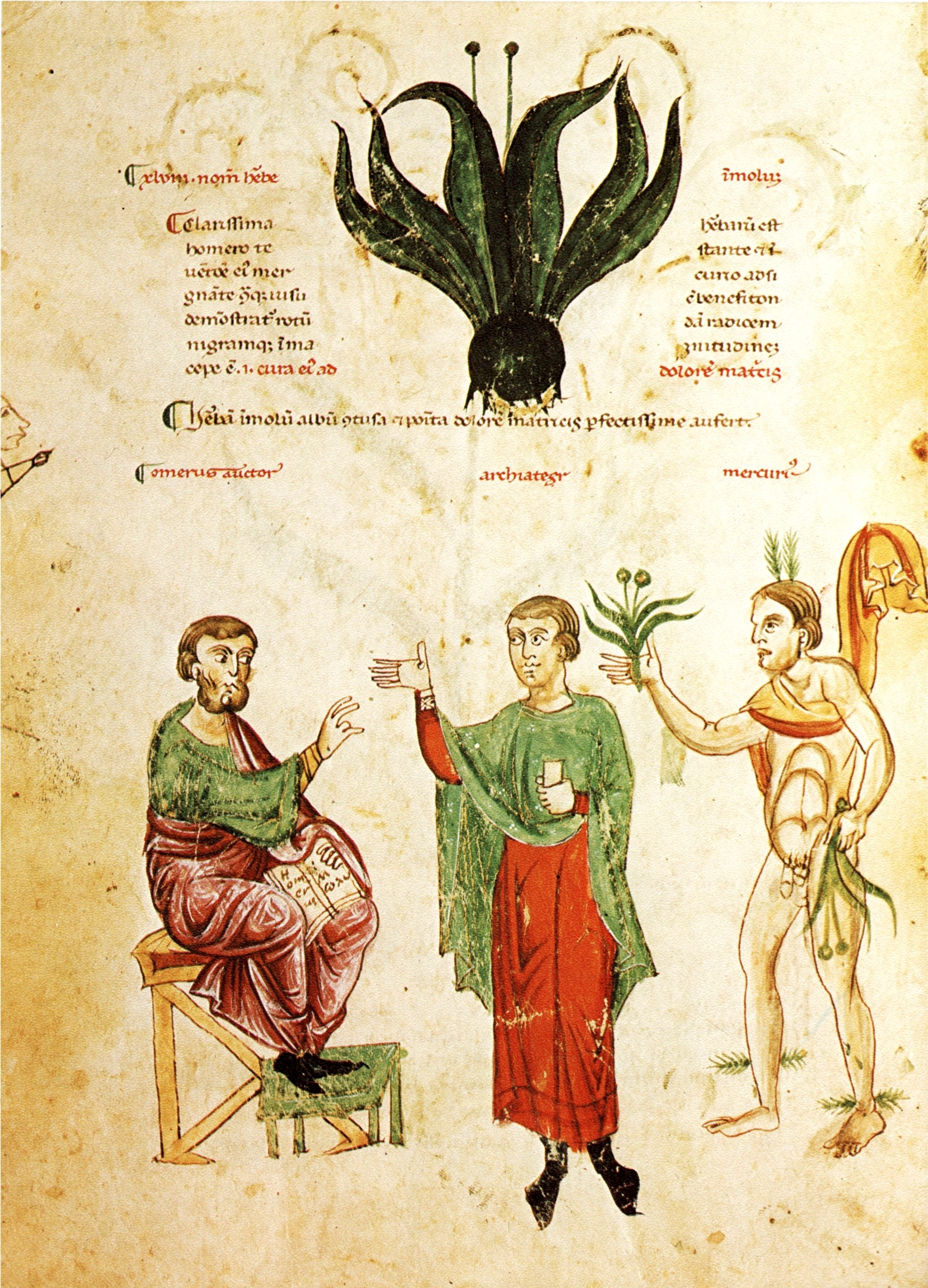
Alegoría de una miniatura del Codex Medicina Antiqua, (fol. 61, reverso): Homero, el arquiatre y Hermes con la planta (immolum).

Moly (griego antiguo μῶλυ, môly) es una hierba mágica de la mitología griega. Se la menciona por primera vez en el libro 10 de la Odisea de Homero. Homero la describe como negra en la raíz con una flor completamente blanca.
En la narración de Homero, Hermes le entrega la planta a Odiseo para que se la coma, de modo que le proteja contra el encantamiento de Circe cuando el héroe acude a salvar a sus compañeros, a quienes la diosa hechicera ha transformado en cerdos. Desde la antigüedad, ha habido muchos intentos por identificar la planta mítica con alguna planta real, por ejemplo el de Plinio el Viejo. El nombre de la planta ya era relacionado por Teofrasto con el común de una especie de ajo muy robusto: Allium nigrum.
En una tradición alegórica tardía, se la asimilaba al logos entre los estoicos o a la paideía entre los neoplatónicos.
Se ha puesto en relación el nombre de la planta con el término sánscrito «mūlam» («raíz»), lo que, de ser correcto, apuntaría a un vocablo indoeuropeo relacionado con la magia.
En 1983, un estudio de Andreas Plaitakis y Roger C. Duvoisin relacionó la planta con el galanto o la campanilla de invierno (Galanthus nivalis).En 2024, otros investigadores sugieren que la planta en cuestión podría tratarse de un complejo etnobotánico compuesto por varias especies relacionadas filogenéticamente, las cuales podrían haberse empleado indistintamente por sus propiedades similares.